# Unione Sportiva Cremonese 1948-1949
Questa pagina raccoglie le informazioni riguardanti l'Unione Sportiva Cremonese nelle competizioni ufficiali della stagione 1948-1949.

## Stagione
Nella stagione 1948-1949 la Serie B fu unificata con 22 squadre partecipanti, la Cremonese arrivò a metà classifica nel torneo dominato dal Como che fu promosso in Serie A con il Venezia che ottenne la seconda piazza.

## Rosa
| N. |                   | Ruolo | Calciatore         |
| -- | ----------------- | ----- | ------------------ |
|    | Italia (bandiera) | C     | Alessandro Alquati |
|    | Italia (bandiera) | A     | Renato Antolini    |
|    | Italia (bandiera) | D     | Pietro Bacchini    |
|    | Italia (bandiera) | A     | Mario Barera       |
|    | Italia (bandiera) | C     | Celso Battaia      |
|    | Italia (bandiera) | C     | Giampiero Bodini   |
|    | Italia (bandiera) | A     | Gianni Bonazzoli   |
|    | Italia (bandiera) | C     | Eraldo Borrini     |
|    | Italia (bandiera) | A     | Adriano Ceruti     |
|    | Italia (bandiera) | A     | Fausto Denti       |
|    | Italia (bandiera) | P     | Giovanni Gennari   |
|    | Italia (bandiera) | P     | Mario Ghisolfi     |
|    | Italia (bandiera) | C     | Vaifro Goffi       |
|    | Italia (bandiera) | C     | Walter Ghisoni     |

| N. |                   | Ruolo | Calciatore          |
| -- | ----------------- | ----- | ------------------- |
|    | Italia (bandiera) | A     | Giorgio Granata     |
|    | Italia (bandiera) | P     | Enrico Gualazzi     |
|    | Italia (bandiera) | C     | Giuseppe Guarneri   |
|    | Italia (bandiera) | A     | Gianfranco Parati   |
|    | Italia (bandiera) | C     | Ottorino Paulinich  |
|    | Italia (bandiera) | C     | Danilo Ravani       |
|    | Italia (bandiera) | A     | Anselmo Roda        |
|    | Italia (bandiera) | D     | Enus Ricchi         |
|    | Italia (bandiera) | D     | Sergio Riva         |
|    | Italia (bandiera) | A     | Dario Rizzoni       |
|    | Italia (bandiera) | D     | Francesco Varicelli |
|    | Italia (bandiera) | A     | Pasquale Vivolo     |
|    | Italia (bandiera) | A     | Teodoro Zanini      |

## Risultati

### Campionato

#### Girone di andata
| Arbitro: | Silvano (Torino) |

|                 |           |                               |
| Šuprina 35’ 78’ | Marcatori | 37’ (aut.) Soldani 70’ Vivolo |

| Arbitro: | Maglio (Torino) |

|                    |           |            |
| Bacchini 1’ (aut.) | Marcatori | 19’ Barera |

| Arbitro: | Massironi (Milano) |

|                       |           |  |
| Vivolo 60’ Barera 85’ | Marcatori |  |

| Arbitro: | Orlandini (Roma) |

|               |           |                       |
| Zecca 35’ 49’ | Marcatori | 29’ Vivolo 44’ Barera |

| Arbitro: | Matucci (Seregno) |

|  |           |            |
|  | Marcatori | 66’ Tolloi |

| Arbitro: | Carpani (Milano) |

|                              |           |            |
| Paulinich 13’ Parati 20’ 60’ | Marcatori | 21’ Sotgiu |

| Arbitro: | Pieri (Trieste) |

|                     |           |                      |
| Bacchini 14’ (aut.) | Marcatori | 36’ (rig.) Paulinich |

| Arbitro: | Selva (Torino) |

|                          |           |                |
| Rizzoni 6’ 26’ Denti 65’ | Marcatori | 84’ Bertolucci |

| Arbitro: | Arietti (Siena) |

|                                    |           |                        |
| Parati 17’ Antolini 24’ Barera 28’ | Marcatori | 58’ Berruti 68’ Marchi |

| Arbitro: | Orlandini (Roma) |

|                                           |           |  |
| Quaresima 64’ Zambelli 71’ Valcareggi 75’ | Marcatori |  |

| Arbitro: | Buratti (Milano) |

|                                               |           |  |
| Cozzolini 50’ Schiavi 51’ 63’ Bertoni III 84’ | Marcatori |  |

| Arbitro: | Savio (Torino) |

|            |           |            |
| Parati 75’ | Marcatori | 32’ Frizzi |

| Arbitro: | Picasso (Milano) |

|               |           |                       |
| Vergazzola 1’ | Marcatori | 17’ Zanini 57’ Barera |

| Arbitro: | Pizzato (Mestre) |

|                                                       |           |                          |
| Paulinich 20’ (rig.) Vivolo 40’ Parati 64’ Barera 74’ | Marcatori | 57’ Micheloni 84’ Rubino |

| Arbitro: | Maurelli (Roma) |

|                                            |           |                          |
| Zanini 21’ Paulinich 49’ (rig.) Zanini 75’ | Marcatori | 30’ Gerzelli 54’ De Vito |

| Arbitro: | Mosca (Napoli) |

|  |           |                     |
|  | Marcatori | 6’ Zanini 36’ Denti |

| Arbitro: | Longagnani (Modena) |

|                                     |           |             |
| Costa 22’ Pozzo 63’ Pramaggiore 81’ | Marcatori | 18’ Rizzoni |

| Arbitro: | Mosca (Napoli) |

|                                               |           |                                      |
| Zanini 1’ 11’ 34’ Granata 52’ 80’ Rizzoni 58’ | Marcatori | 2’ Corti 5’ Farina 59’ (rig.) Fekete |

| Arbitro: | Donati (Rimini) |

|                                     |           |             |
| Battaia 10’ Vivolo 80’ Antolini 89’ | Marcatori | 43’ Ferrari |

| Arbitro: | Canavesio (Torino) |

|                                                     |           |  |
| Revere 9’ Colpo 15’ Revere 42’ Guarnieri 71’ (rig.) | Marcatori |  |

| Arbitro: | Liverani (Torino) |

|                                          |           |                           |
| Vivolo 16’ (rig.) Battaia 55’ Vivolo 85’ | Marcatori | 43’ Celani 71’ Stabellini |

#### Girone di ritorno
| Cremona 23 gennaio 1949 22ª giornata | Cremonese       | 0 – 0 | Napoli | Stadio Giovanni Zini\| Arbitro: \| Bellè (Venezia) \| |
| Arbitro:                             | Bellè (Venezia) |       |        |                                                       |

| Arbitro: | Fortina (Novara) |

|                                            |           |  |
| Zanini 43’ Parati 48’ Paulinich 71’ (rig.) | Marcatori |  |

| Arbitro: | Mosca (Napoli) |

|                         |           |            |
| Massari 63’ Tessaro 69’ | Marcatori | 43’ Zanini |

| Arbitro: | Canavesio (Torino) |

|            |           |                       |
| Barera 15’ | Marcatori | 59’ Zecca 65’ Capelli |

| Arbitro: | Massironi (Milano) |

|                                  |           |  |
| Bonaretti 25’ Giaroli 43’ (rig.) | Marcatori |  |

| Arbitro: | Pieri (Trieste) |

|                                                |           |  |
| Giraudo 6’ Bassi 17’ Giraudo 46’ 47’ Bassi 62’ | Marcatori |  |

| Arbitro: | Cambi (Livorno) |

|                  |           |                                    |
| Bosco 41’ (aut.) | Marcatori | 80’ Lipizer 82’ Maesani 90’ Meroni |

| Arbitro: | Coppolone (Bari) |

|                            |           |  |
| Calichio 6’ Bertolucci 82’ | Marcatori |  |

| Arbitro: | Parpaiola (Padova) |

|  |           |            |
|  | Marcatori | 18’ Vivolo |

| Arbitro: | Corallo (Lecce) |

|           |           |  |
| Vivolo 6’ | Marcatori |  |

| Arbitro: | Marchetti (Milano) |

|  |           |                     |
|  | Marcatori | 75’ 78’ Bertoni III |

| Arbitro: | Boffardi (Genova) |

|                                                       |           |             |
| Frizzi 14’ Bacchini 43’ (aut.) Frizzi 67’ Badiali 80’ | Marcatori | 26’ Borrini |

| Arbitro: | Fornari (Bologna) |

|            |           |  |
| Barera 26’ | Marcatori |  |

| Arbitro: | Mosca (Napoli) |

|                             |           |               |
| Micheloni 31’ D'Alconzo 85’ | Marcatori | 67’ Paulinich |

| Arbitro: | Cappucci (Roma) |

|                                                                            |           |                          |
| Castaldo 20’ Catalano 22’ Taccola 47’ Castaldo 59’ Flumini 68’ Sifredi 74’ | Marcatori | 29’ Guarneri 73’ Granata |

| Arbitro: | Bernardi (Bologna) |

|            |           |              |
| Vivolo 63’ | Marcatori | 44’ Toncelli |

| Arbitro: | Guarda (Mestre) |

|                                  |           |             |
| Paulinich 28’ (rig.) Granata 65’ | Marcatori | 58’ Gambino |

| Arbitro: | Neri (Vicenza) |

|                                  |           |            |
| Farina 20’ Fekete 61’ Farina 81’ | Marcatori | 24’ Barera |

| Seregno 19 giugno 1949 40ª giornata | Seregno         | 0 – 0 | Cremonese | Stadio Ferruccio\| Arbitro: \| Pieri (Trieste) \| |
| Arbitro:                            | Pieri (Trieste) |       |           |                                                   |

| Arbitro: | Garzelli (Livorno) |

|             |           |                         |
| Granata 44’ | Marcatori | 8’ Aliprandi 77’ Revere |

| Arbitro: | Poggipollini (Ferrara) |

|                                               |           |  |
| Cardinali 15’ 42’ Silvestri 66’ Cardinali 70’ | Marcatori |  |